# Valero (Salamanca)
Valero ist ein Ort und eine westspanische Gemeinde (municipio) mit 286 Einwohnern (Stand: 2024) in der Provinz Salamanca in der Autonomen Gemeinschaft Kastilien-León.

## Lage
Das Bergdorf Valero liegt an einem Südhang der Sierra de Francia am Río Quilamas in einer Höhe von etwa 580 Metern ü. d. M. Bis nach Salamanca sind es rund 64 Kilometer (Fahrtstrecke) in nordöstlicher Richtung; die sehenswerte Stadt Ciudad Rodrigo befindet sich etwa 85 Kilometer westlich. Die ungefähr 14 Kilometer südwestlich bzw. 12 Kilometer südöstlich befindlichen Orte Miranda del Castañar und San Esteban de la Sierra sind ebenfalls sehenswert.

## Bevölkerungsentwicklung
| Jahr      | 1960 | 1970 | 1981 | 1991 | 2000 | 2014 |
| Einwohner | 691  | 561  | 612  | 394  | 449  | 309  |

Der Ort hatte im 19. Jahrhundert meist um die 800 Einwohner; die Mechanisierung der Landwirtschaft hat im 20. Jahrhundert zu einem konstanten Bevölkerungsrückgang geführt, der immer noch anhält.

## Wirtschaft
Die Bevölkerung lebte jahrhundertelang als Selbstversorger von der Landwirtschaft (v. a. der Viehzucht); auch das Handwerk (Stellmacher, Schmied etc.) und der Kleinhandel haben eine gewisse Rolle gespielt. In der Umgebung des Ortes wurde und wird immer noch in geringem Umfang Weinbau betrieben. Seit den 1960er Jahren werden leerstehende Häuser als Feriendomizile vermietet.

## Geschichte
Die Entstehung des Bergdorfs steht wahrscheinlich im Zusammenhang mit der Rückeroberung (reconquista) und anschließenden Wiederbesiedlung (repoblación) der während der muslimischen Dominanz entvölkerten Gegenden im Norden der Iberischen Halbinsel durch die leonesischen Könige Alfons VI., Alfons VII. und Ferdinand II. im 11. und 12. Jahrhundert. Im Jahr 1636 verlieh Philipp IV. den Titel eines ‚Markgrafen von Valero‘ an seinen Getreuen Juan Manuel Manrique de Zúñiga y Mendoza.

## Sehenswürdigkeiten
- Die einschiffige Pfarrkirche Nuestra Señora de la Asunción ist ein Bau des 15./16. Jahrhunderts. Bemerkenswert ist eine – nachträglich angebaute – Vorhalle (portico) mit einem schwarz-weißen Kieselsteinmosaik als Fußbodenbelag vor den beiden Südportalen. Das Innere des Kirchenraumes birgt drei barocke Altarretabel.
- Der Río Quilamas speist ein Naturschwimmbad, welches im Sommer für Spaß und Abkühlung sorgt.

Umgebung
- In der Region wurde bereits in früheren Zeiten Wein angebaut. Auf Wanderungen nach San Esteban findet man die Überreste ehemaliger Weinpressen (lagares), die in verschiedene den Boden bedeckenden Granitfelsen hineingehauen sind. Nahezu immer sind zwei Becken hintereinander angeordnet, wobei das tiefergelegene den gewonnenen Rebensaft auffing.